# Su Wen
Su Wen, född 10 februari 1999, är en friidrottare från Kina. Han deltog vid olympiska sommarspelen 2024.